# Ormosia multidentata
Ormosia multidentata is een tweevleugelige uit de familie steltmuggen (Limoniidae). De soort komt voor in het Palearctisch gebied.

## Ondersoorten
- Ormosia multidentata multidentata
- Ormosia multidentata sankhobiensis Oosterbroek, 2009